# Aprilia RS4
L'Aprilia RS4 è una motocicletta sportiva prodotta dalla casa motociclistica italiana Aprilia dal 2011. 
Dal 2017 il modello cambia denominazione in Aprilia RS.

## Storia

### Aprilia RS4 (2011-2017)
Con i modelli della serie "RS4", l'Aprilia segue il filone delle moto da strada derivate dalle sorelle maggiori che partecipano alle competizioni, in questo caso l'Aprilia RSV4.
La serie è stata pensata per affiancare e parzialmente sostituire la gamma produttiva "RS"; presentata per la prima volta durante l'EICMA del 2010 è entrata in produzione nei primi mesi del 2011.

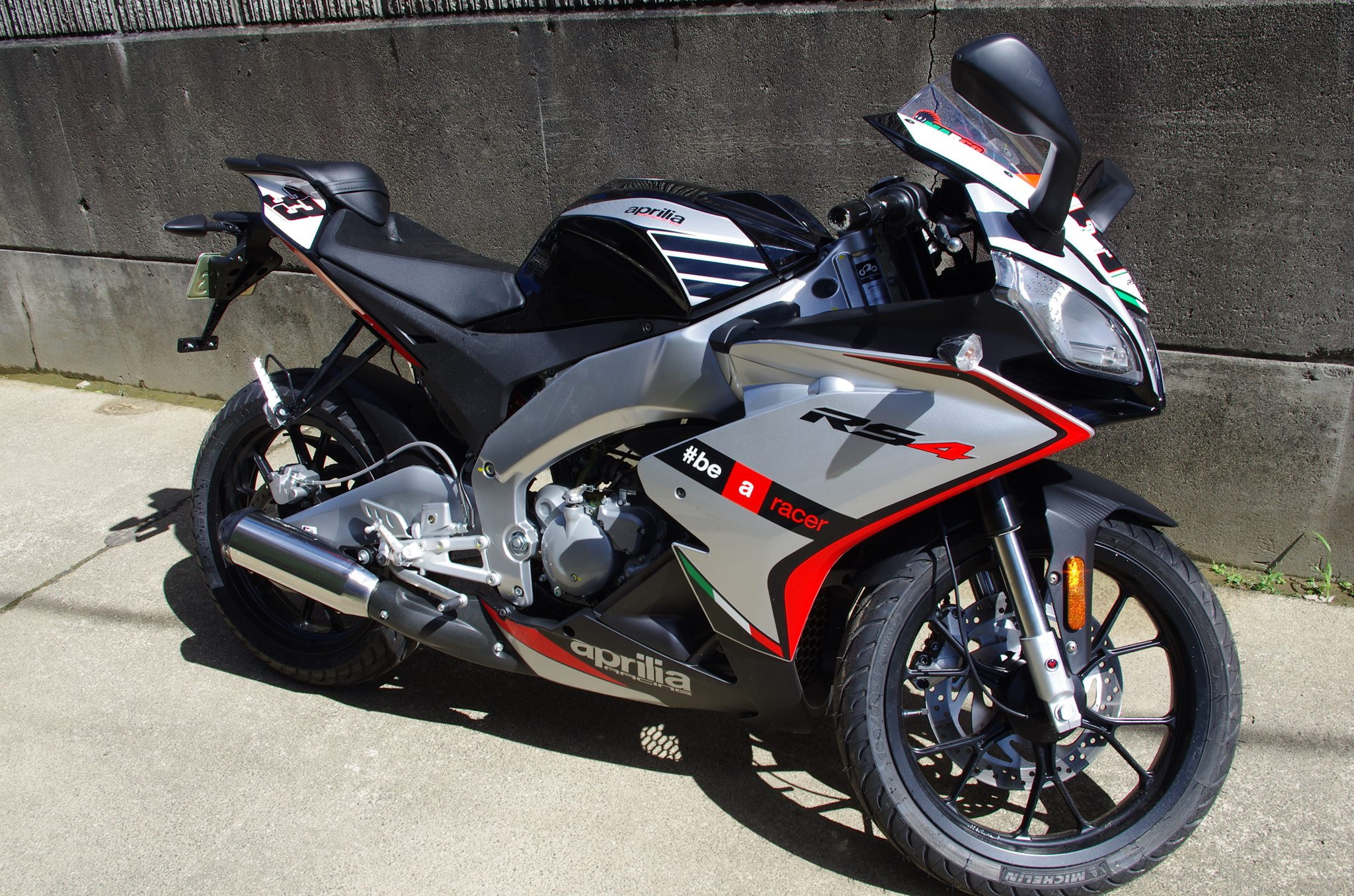
RS4 50 SBK

La carenatura, come nella sorella RSV4, mette in evidenza il telaio e motore, al frontale si ha un triplo faro anteriore, mentre il fanale posteriore è a led.
Il telaio è una evoluzione dalla precedente RS con un inedito forcellone, la sospensione anteriore è costituita da una forcella upside-down (steli rovesciati) da 41 mm capace di una corsa di 110 mm, con i foderi della stessa anodizzati rossi e neri.
L'impianto frenante è munito di un disco in acciaio inox da 300 mm di diametro con pinza radiale a quattro pistoncini con tubo freno in treccia metallica, supportato al posteriore da un disco da 220 mm con pinza flottante a singolo pistoncino con tubo freno in treccia metallica.
Le cilindrate disponibili sono due: la prima con un propulsore monocilindrico, due tempi da 50 cm³ (D50B1) prodotto dalla Derbi e munito di miscelatore, la seconda con uno monocilindrico quattro tempi da 125 cm³ (Derbi/Piaggio) raffreddato a liquido.
Nel 2012 viene introdotta la versione speciale RS4 125 Replica con grafiche ispirate alla RSV4 guidata da Max Biaggi e il numero 3 applicato sul cupolino.

### Aprilia RS (dal 2017)
Al salone di Colonia 2016 viene presentata la gamma 'Model Year 2017' che entra in produzione nella primavera del 2017: la moto subisce un aggiornamento estetico allineandosi alla recente RSV4 e la denominazione viene cambiata in “Aprilia RS”. Il primo modello ad esser introdotto è la RS 125 e la dotazione si arricchisce di ABS monocanale sul disco anteriore, vano sottosella più ampio, motore omologato Euro 4. Questo porta il peso ad aumentare di 4 kg.

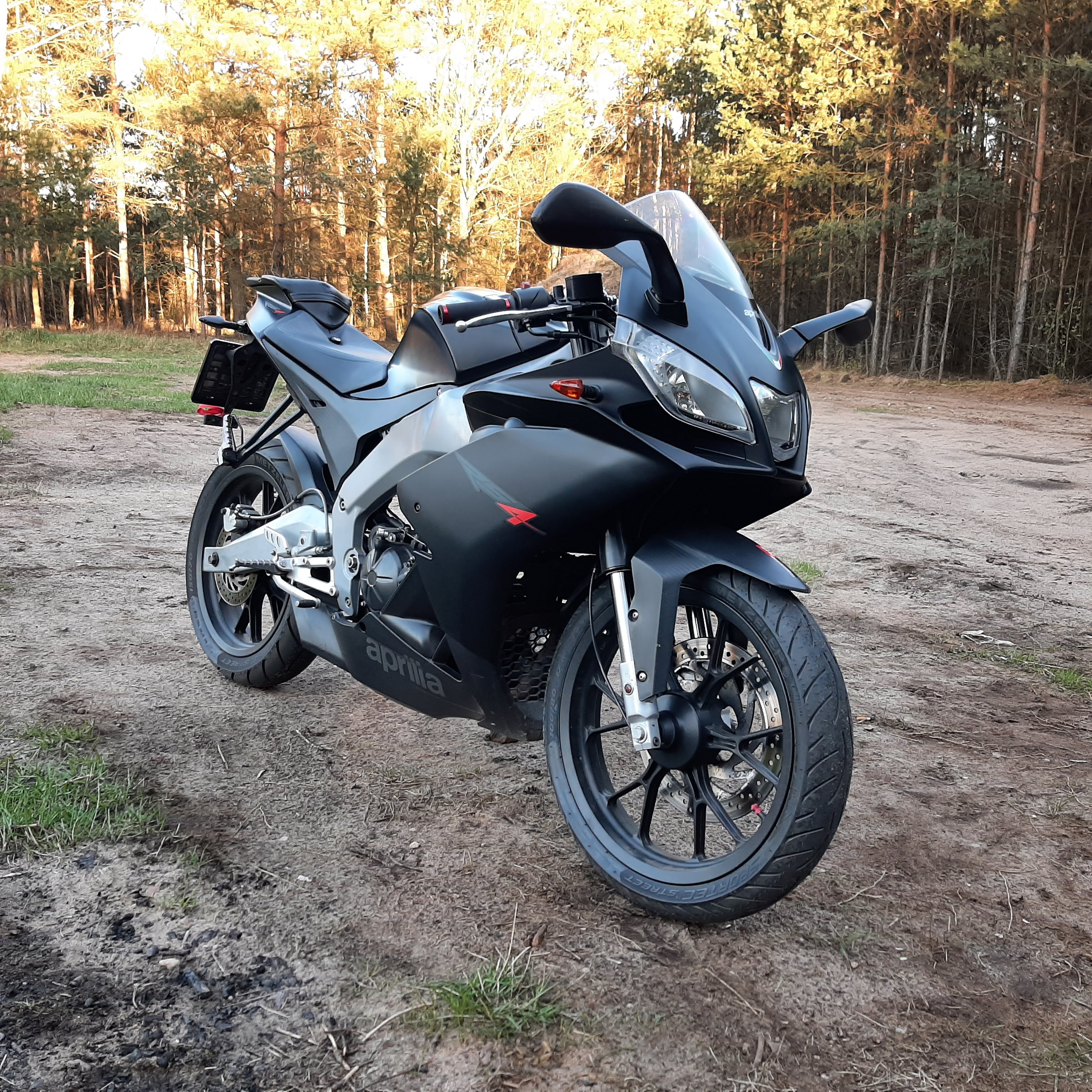
RS4 125 aggiornata del 2021

Nel novembre 2017 ad EICMA debutta anche la RS 50 aggiornata con motore omologato Euro 4 che sostituisce la precedente RS4 50. Oltre alla RS 50 viene introdotta l’edizione limitata RS 125 GP Replica ispirata nelle grafiche alla RSV4.
Nel 2021 esce di produzione la RS 50 mentre il modello RS 125 viene aggiornato; il motore introduce una nuova camera di combustione, nuovi condotti di aspirazione e scarico, e una candela all’iridio per far rispettare l'omologazione Euro 5. Cambia anche la strumentazione ora digitale con connettività bluetooth.